# Acaulona erythropyga
Acaulona erythropyga är en tvåvingeart som beskrevs av Curtis W. Sabrosky 1950. Acaulona erythropyga ingår i släktet Acaulona och familjen parasitflugor. Inga underarter finns listade i Catalogue of Life.